# 日米貿易摩擦
日米貿易摩擦（にちべいぼうえきまさつ）とは第二次世界大戦終結後の日米関係において発生した貿易摩擦をはじめとする経済的要因によって発生した軋轢のこと。

## 概要
1965年以後日米間の貿易収支が逆転してアメリカの対日貿易が恒常的に赤字（日本から見ると黒字）になると、問題が一気に噴出した。
1972年に日米繊維交渉（繊維製品）で譲歩しない当時佐藤栄作内閣の通産大臣だった田中角栄に対してアメリカのリチャード・ニクソン政権が対敵通商法で輸入制限をちらつかせたために日本は対米輸出自主規制を受け入れ、続いて1977年に鉄鋼・カラーテレビでもこれに続いたことによって一旦は収束した。
1980年代に入ると、農産物（米・牛肉・オレンジ）、日本車が対象となり、1981年に日本政府と自動車業界は輸出自主規制を行う。1985年にアメリカの対日貿易赤字が500億ドルに達したことをきっかけに、日本の投資・金融・サービス市場の閉鎖性によってアメリカ企業が参入しにくいことが批判され、事実上日米間経済のほとんどの分野で摩擦が生じてジャパンバッシングが起きるようになった。連動して、次に述べる「ハイテク摩擦」も目立つようになった。
日米ハイテク摩擦とは、以前からの経済的な摩擦（貿易摩擦）の背景の上に、半導体部品やその製品であるコンピュータ、航空宇宙などといった先端技術分野において日米間での衝突的な事象が多発したことを指す。具体的には、いくつかの分野では米国がスーパー301条の適用適用した。富士通がフェアチャイルドセミコンダクターの買収を試みた際は対米外国投資委員会（CFIUS）に阻止された。航空宇宙分野では、日米衛星調達合意による日本独自の人工衛星開発の抑制、F-2支援戦闘機の共同開発などがあり、他にもミノルタ・ハネウェル特許訴訟などの知的財産権をめぐる紛争、などがあった。
1985年、日本の通貨安を問題視して円高を強いたプラザ合意後も日本の貿易黒字・経常黒字は減るどころか1986年 - 1988年にかけて1985年に比べ増えていった。
1986年4月の「前川レポート」ではアメリカの要求にこたえて10年で430兆円の公共投資・インフラストラクチャー投資を中心とした財政支出（財政赤字）の拡大、民間投資を拡大させるための規制緩和の推進などを約束・実施した。
1987年4月には、時のロナルド・レーガン大統領が日本のダンピング（不当廉売）への対応として、日本製のパーソナルコンピュータとカラーテレビなどに異例の100%の制裁関税を賦課した。
1989年以後日米構造協議が実施され、続いて1994年以後年次改革要望書が出されるようになった。。

## 2010年代以降
2018年3月、対中対日貿易赤字を出馬・就任当初から問題視してきたドナルド・トランプ大統領は「日本の安倍晋三首相や他の偉大な友人たちは『アメリカをうまく出し抜いてきた』とほくそ笑んでいる。そういった時代は終わりだ」と述べ、通商拡大法231条の国防条項を日本や中国など各国に適用して安全保障を理由とした輸入制限は36年ぶりである鉄鋼とアルミニウムの輸入制限を発動した。
日本と中国は、翌4月に8年ぶりの日中経済ハイレベル対話と閣僚会合が行われた際に、米国の輸入制限と保護主義への懸念を共有し、同年10月には日本の首相では7年ぶりの単独訪中を行った安倍首相は「競争から協調へ」「お互いパートナーとして脅威にならない」「自由で公正な貿易体制の発展」の日中新時代3原則を打ち出して中国と様々な日中の経済協力で合意し、アメリカとの貿易摩擦が日中を接近させたとBBCなどから評された。しかし、翌2019年には中国がアメリカと米中貿易戦争と呼ばれる関税の応酬で対立を強めたのに対して日本は日米貿易交渉で米農産物に関して市場開放を受け入れる日米貿易協定を同年9月25に両国首脳が合意して、アメリカは対日追加関税を見送ることとなった。日米貿易協定は、同年10月7日に正式に署名され、両国の国内手続きを経て、2020年1月に発効した。

## 2020年代以降
2024年アメリカ合衆国大統領選挙で返り咲いたトランプ大統領は、再び日本の貿易赤字や円安などに不満をあらわにし、日本の石破茂首相との記者会見や電話会談でもその是正と市場開放を要求した。
2025年3月12日、アメリカは日本を含む全ての国から輸入する鉄鋼とアルミニウムを対象に25％の関税を発動した。また、日本車を含む25％の輸入自動車への関税も発動した。翌4月5日には、日本への24％の関税を含む世界各国に対する基本一律10％の相互関税の第1弾がアメリカで発動された。
2025年7月23日、トランプ大統領は相互関税を15％に引き下げる「史上最大の取引」で日本と合意したと発表した。日本車の関税も15％に引き下げられ、ミニマム・アクセスの枠内でコメ輸入枠を拡大することとなった。

## 議論
経済学者の小宮隆太郎らが唱えたISバランス論とは、経常収支が貯蓄投資バランスに等しいことから、相手国の経常収支を縮小させるため「国内投資（政府投資）を増やすべし」と要求する考え方である。投資貯蓄バランス論が、財政赤字・投資を増やせ、貯蓄を減らせというアメリカの要求の裏づけとなっていた。
経済学者の野口旭は「当時のアメリカ政府は、『貿易黒字』という字面だけを見て、貿易赤字を『損失』と捉え、『貿易黒字減らし』という無意味な要求を日本に行った」と指摘している。
ミルトン・フリードマンは「アメリカが日本の経済運営にあれこれ口を挟むべきではない。また、日本もアメリカの経済運営に口出しすべきではない。どちらも自分の問題に専念すべきである」と指摘していた。
キッシンジャーの下で働いていたリチャード・V・アレンによると、1972年のハワイ日米首脳会談では「リチャード・ニクソン大統領とキッシンジャーは繊維の話はせず安全保障の話ばかりしていた。P3CとE-2Cを売り込んでいた。」と語っている。
米国が中国の貿易黒字と中国の知的財産権問題を理由に中国のハイテク製品にスーパー301条の適用や日中の鉄鋼への輸入制限に動いた際には、日本の福田康夫元首相やプラザ合意当時に官僚だった元日本銀行副総裁の岩田一政などが80年代の日米貿易摩擦と酷似すると主張して中国にアドバイスを行ったことが注目され、中国では国営メディアの新華社が日本の経験を学ぶよう呼びかけるなど日米貿易摩擦の研究が積極的にされている。ウォール・ストリート・ジャーナル紙はかつて日本に鉄鋼の自主輸出規制を受け入れさせた張本人で米国が80年代の日本に対して行った半導体や自動車の輸入規制を中国にも適用すべきと主張しているロバート・ライトハイザーのアメリカ合衆国通商代表部での再起用といった当時の日米貿易摩擦との類似性を認めつつ中国が報復する動きを見せたことなど異なる点も指摘し、中国共産党の機関紙人民日報は米国に対する中国のGDPの比率が80年代の日本より上回る点や安全保障で制約を受けてない点などを米中貿易摩擦との違いに挙げている。

## 対策
以上のように、日本からアメリカ合衆国に直接完成品を送ることは出来ない他、円高対策のためにも他の国を経由することになった。要は、他の国に部品を送り、その国で組み立て（ノックダウン生産）、その完成品をアメリカ合衆国に送るということである。又、その「途中の国」としては中国、アジアNIEs、ASEANが使われた。

## 関連人物
- 通産省
  - 天谷直弘（2度目の通産審議官時代に自動車の輸出自主規制枠にあたった） - 黒田眞（通産省通商政策局長、通産審議官時代に関わった） - 児玉幸治（通産省機械情報産業局次長時代に米国製半導体輸入シェア20%確保にあたった） - 黒田直樹（通産省機械情報産業局自動車課長当時自動車の輸出自主規制枠にあたった） - 渡辺修（通産省通商政策局米州大洋州課長時代に日米半導体交渉、同機械情報産業局長時代に日米自動車交渉に関わった）
- 外務省
  - 手島冷志（MOSS協議等に関わった時代の外務審議官） - 田中均・藪中三十二（共に外務省北米第二課長時代に関わった）
- 大蔵省
  - 大場智満（財務官就任時の1983年、同年設置の日米円・ドル委員会〈のちの日米金融協議 (コトバンク）〉のほか、1985年のプラザ合意に関わった） - 寺村信行（日米金融協議以降の1992年大蔵省銀行局長当時護送船団方式の再編にあたった）